# Evaldo Luiz Ferreira de Souza
Evaldo Luiz Ferreira de Souza (Pelotas, 5 de junho de 1942 - Olinda, 9 de janeiro de 1973) foi um militar e guerrilheiro brasileiro membro da Vanguarda Popular Revolucionária. Foi assinado em 9 de janeiro de 1973, traído pelo agente duplo Cabo Anselmo.
É um dos casos investigados pela Comissão da Verdade, que apura mortes e desaparecimentos durante o período da ditadura militar brasileira.

## Biografia
Filho de Maria Odete de Souza e Feverino Antônio de Souza , Evaldo nasceu em Pelotas, Rio Grande do Sul. Em sua juventude se formou pelo SENAI, onde atuou como mecânico até seu ingresso na carreira militar em 1962. Filiou-se a Associação de Marinheiros e Fuzileiros Navais e se engajou nas mobilizações ocorridas pelos marinheiros e fuzileiros antes e depois do Golpe de 64. Após a instauração o regime, Evaldo foi preso por nove meses e depois expulso da Marinha. Após sua liberação, se juntou ao Movimento Nacionalista Revolucionário. Em 1966 foi julgado pela auditoria da Marinha e condenado a cinco anos de prisão, mas desta vez optou pelo exílio.

### Exílio e militância
Permaneceu cinco anos no exílio em Cuba, onde ingressou na  Vanguarda Popular Revolucionária e treinou como guerrilheiro. Em 1972 retornou para o Brasil com os nomes falsos de Renato Pereira da Silva e Jorge dos Santos para atuar com a VPR no nordeste. Evaldo passou a frequentar diversas reuniões da VPR e em uma delas chegou a questionar a lealdade de José Anselmo dos Santos perante os membros do grupo. José Anselmo, conhecido como Cabo Anselmo, era uma agente infiltrado da ditadura.

### Morte e Massacre da granja São Bento
Em 8 janeiro de 1973, o Cabo Anselmo levou agentes do DOPS a uma reunião do grupo em um sítio em Paulista, Pernambuco. Os policiais do DOPS invadiram o local, executando cinco membros da VPR. Evaldo conseguiu fugir do local e buscou refúgio em Olinda, no distrito de Jatobá, mas foi encontrado por policiais no dia seguinte e após reagir a voz de prisão, foi baleado e morto. Segundo o laudo de sua morte, Evaldo portava uma arma no momento do assassinato mas segundo dados da VPR, nenhum dos militantes mortos conseguiram adquirir armas de fogo.